# Poecilia sphenops
Cá molly thông thường hay cá mô ly đen (Danh pháp khoa học: Poecilia sphenops) là một loại cá thuộc chi Poecilia, được biết đến dưới tên gọi chung là cá molly, nó đôi khi được gọi là molly đuôi ngắn hoặc molly thông thường.

## Đặc điểm
Chúng sinh sống ở những dòng suối nước ngọt và nước lợ ven biển và vùng biển của Mexico. Những con cá hoang dại có màu bạc xỉn và thường là cá màu đen. Trái ngược với niềm tin phổ biến, loài cá này thực sự là một loài cá nước ngọt, chúng chỉ dành một ít thời gian ở nước lợ trước khi bơi trở lại vùng sinh cảnh nước ngọt của chúng. Tuy nhiên, cá cùng loài đã được tìm thấy trong các vùng nước ven biển biển, đầm lầy nước lợ và nước ngọt suối. Loài này là một trong những tổ tiên của cá bảy màu đen. Nó là một trong những loài cá cảnh nổi tiếng nhất và gần như dễ dàng để nuôi giữ và phong phú như cá bảy màu. Kích thước chuẩn của cá đực là 3.2 "(8cm) và cá cái là 4,8" (12 cm).